# Opdorp
Opdorp belga település a flandriai Kelet-Flandria tartományban, Dendermonde körzetben található. Egészen 1965-ig a település önálló önkormányzattal rendelkezik, azóta közigazgatásilag Buggenhout városának része. Opdorp közvetlenül három flamand tartomány, Kelet-Flandria, Antwerpen és Flamand-Brabant határának találkozásánál fekszik. A település külterületén található Flandria földrajzi középpontja is.

## Látnivalók
- A falu főterén (De Driesplein) minden tavasszal 100 000 nárciszt ültetnek el. A téren minden év július első hétfőjén vásárt tartanak.
- Theodore Van Der Waeteren professzor és diákjai a Leuveni Katolikus Egyetemről számolták ki Flandria földrajzi középpontját, amely Opdorp külterületéhez közel található.[1]